# Державний кордон В'єтнаму

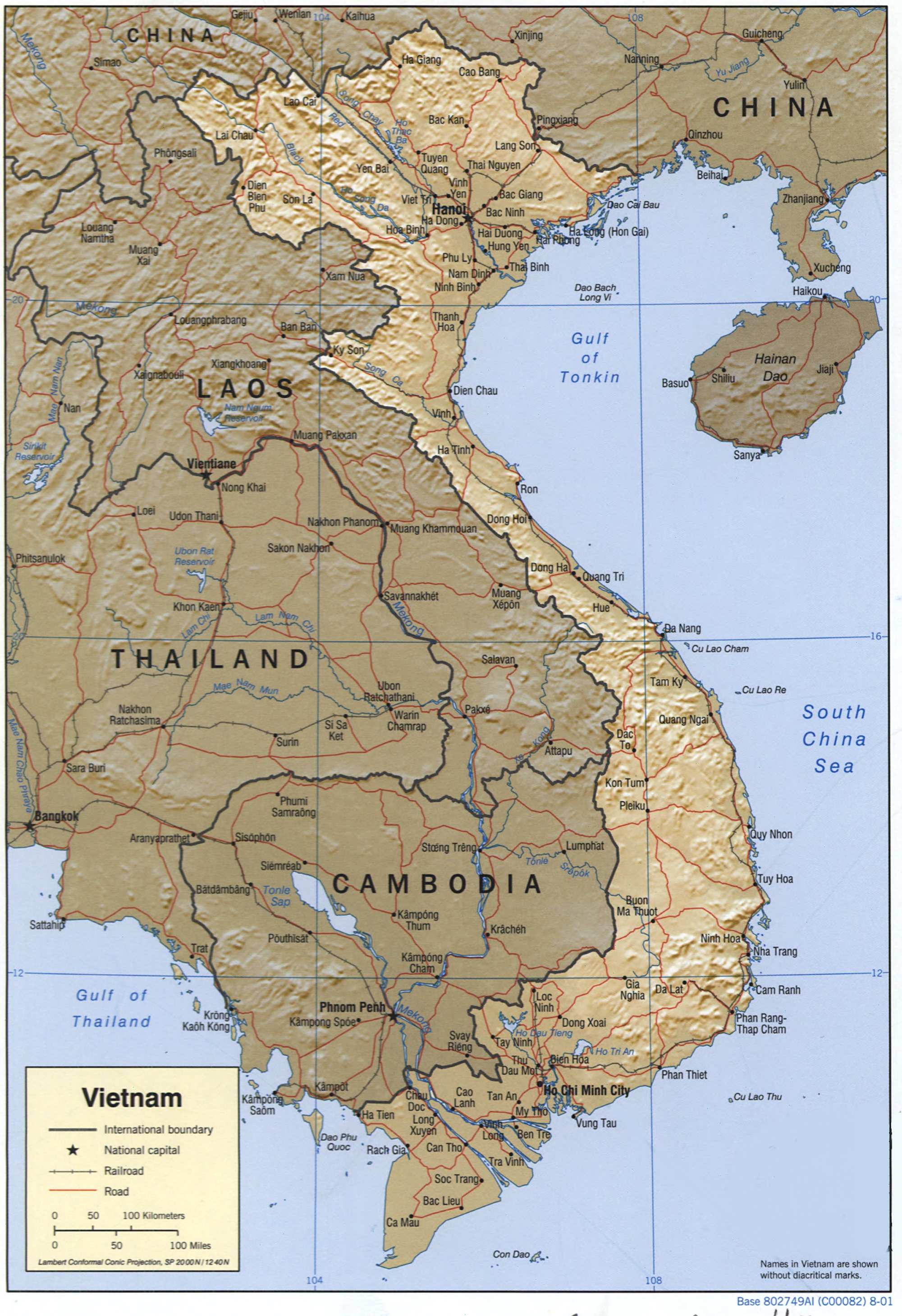
Карта В'єтнаму

Державний кордон В'єтнаму — державний кордон, лінія на поверхні Землі та вертикальна поверхня, що проходить по цій лінії, що визначають межі державного суверенітету В'єтнаму над власними територією, водами, природними ресурсами в них і повітряним простором над ними.

## Сухопутний кордон
Загальна довжина кордону — 4616 км. В'єтнам межує з 3 державами. Уся територія країни суцільна, тобто анклавів чи ексклавів не існує.
Ділянки державного кордону
| Держава  | Ділянка         | Довжина (км) | Прикордонні регіони | Примітки |
| -------- | --------------- | ------------ | ------------------- | -------- |
| Камбоджа | південний захід | 1158         |                     |          |
| КНР      | північ          | 1297         |                     |          |
| Лаос     | захід           | 2161         |                     |          |

## Морські кордони
В'єтнам на північному сході омивається водами Тонкінської затоки, на сході — безпосередньо водами Південнокитайського моря, на південному заході — Сіамської затоки Тихого океану. Загальна довжина морського узбережжя, що нагадує латинську букву S, 3444 км (без довжини узбережжя численних прибережних островів). Згідно з Конвенцією Організації Об'єднаних Націй з морського права (UNCLOS) 1982 року, протяжність територіальних вод країни встановлено в 12 морських миль (22,2 км). Прилегла зона, що примикає до територіальних вод, у якій держава може здійснювати контроль, необхідний для запобігання порушень митних, фіскальних, імміграційних або санітарних законів, простягається на 24 морські милі (44,4 км) від узбережжя (стаття 33). Виключна економічна зона встановлена на відстань 200 морських миль (370,4 км) від узбережжя. Континентальний шельф — 200 морських миль (370,4 км) від узбережжя, або до континентальної брівки (стаття 76).

## Спірні ділянки кордону
В'єтнам має територіальні претензії Парасельські острови та частину островів Спратлі в Південнокитайському морі.

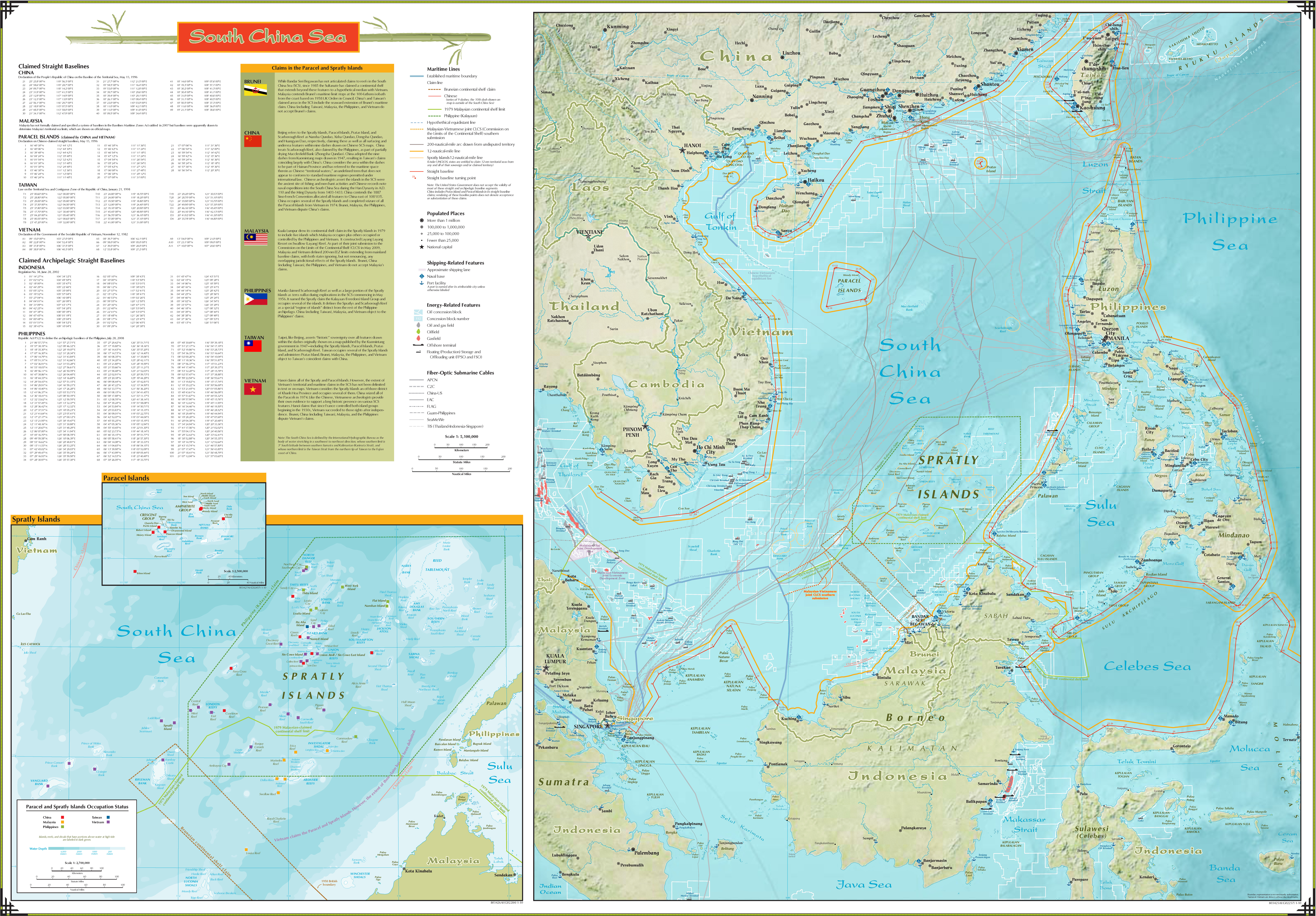
Територіальні претензії країн у Південнокитайському морі